# Josip Drmić
Josip Drmić (Lachen, 8. kolovoza 1992.) švicarski je nogometaš hrvatskog porijekla koji igra na poziciji napadača. Bivši je švicarski reprezentativac. Trenutačno je bez kluba.

## Klupska karijera
Karijeru je započeo u Zürichu, odakle je 2013. godine prešao u njemački 1. FC Nürnberg. Njegovih 17 golova u prvoj sezoni Bundeslige donijeli su mu transfer u Bayer Leverkusen. Tu se zadržao samo jednu sezonu, nakon čega odlazi u Borussiju Mönchengladbach. Tijekom 2016. godine je bio na polusezonskoj posudbi u Hamburgeru SV. Napustio je redove Norwich Cityja u veljači 2021. i do konca sezone uspješno je proveo na posudbi u Rijeci. Nastavio je igrati za Rijeku i u sezoni 2021./22. Sezonu je završio kao drugi strijelac lige sa 21 pogotkom. U lipnju 2022. godine, po isteku ugovora sa Norwichom, potpisao je za Dinamo. Za Dinamo je debitirao i postigao svoj prvi pogodak 26. lipnja u prijateljskoj utakmici protiv Škendije koja je završila 3:0.

## Reprezentativna karijera
Drmić ima dvojno, hrvatsko i švicarsko državljanstvo. Za potonje se prvi puta prijavio sa 16 godina (morao je, jer su mu oba roditelja Hrvati) i bio je odbijen tri puta prije nego što ga je konačno dobio. Na međunarodnim natjecanjima predstavljao je Švicarsku u mlađim kategorijama, uključujući i olimpijski turnir 2012. godine. Iako su postojali pokušaji, da ga se dovede u hrvatsku reprezentaciju, Drmić je odabrao Švicarsku, za koju je debitirao 2012. godine. Nastupio je na Svjetskim prvenstvima 2014. i 2018. godine.

### Pogoci za reprezentaciju
| #   | Datum               | Mjesto                  | Protivnik | Pogodak | Rezultat | Natjecanje                |
| --- | ------------------- | ----------------------- | --------- | ------- | -------- | ------------------------- |
| 1.  | 5. ožujka 2014.     | St. Gallen, Švicarska   | Hrvatska  | 1:0     | 2:2      | prijateljska utakmica     |
| 2.  | 5. ožujka 2014.     | St. Gallen, Švicarska   | Hrvatska  | 2:1     | 2:2      | prijateljska utakmica     |
| 3.  | 30. svibnja 2014.   | Luzern, Švicarska       | Jamajka   | 1:0     | 1:0      | prijateljska utakmica     |
| 4.  | 18. studenoga 2014. | Wrocław, Poljska        | Poljska   | 1:0     | 2:2      | prijateljska utakmica     |
| 5.  | 14. lipnja 2015.    | Vilnius, Litva          | Litva     | 1:1     | 2:1      | Kvalifikacije za EP 2016. |
| 6.  | 5. rujna 2015.      | Basel, Švicarska        | Slovenija | 1:2     | 3:2      | Kvalifikacije za EP 2016. |
| 7.  | 5. rujna 2015.      | Basel, Švicarska        | Slovenija | 3:2     | 3:2      | Kvalifikacije za EP 2016. |
| 8.  | 13. studenoga 2015. | Trnava, Slovačka        | Slovačka  | 2:3     | 2:3      | prijateljska utakmica     |
| 9.  | 25. ožujka 2017.    | Ženeva, Švicarska       | Latvija   | 1:0     | 1:0      | Kvalifikacije za SP 2018. |
| 10. | 27. lipnja 2018.    | Nižnji Novgorod, Rusija | Kostarika | 2:1     | 2:2      | SP 2018.                  |

## Osobni život
Drmić je rođen u Lachenu, kanton Schwyz, Švicarska. Njegovi roditelji su Hrvati iz bosanskohercegovačkog Viteza.

## Priznanja

### Klupska
Dinamo Zagreb
- HNL (2): 2022./23., 2023./24.
- Hrvatski nogometni kup (1): 2023./24.
- Hrvatski nogometni superkup (2): 2022., 2023.

## Vanjske poveznice
- Profil, Soccerway
- Profil, Transfermarkt